# Vivendier
Le Vivendier est un recueil de recettes de cuisine médiévale datant du XVe siècle.